# 斜帶吻棘魨
斜帶吻棘魨（学名：Rhinecanthus rectangulus），又名黑帶銼鱗魨、斜帶板機魨、楔尾砲彈，为鱗魨科銼鱗魨屬下的一种熱帶海水魚，分布於印度太平洋區，從紅海、東非、南非至馬克薩斯群島，北起日本南部，南迄豪勳爵島海域，為夏威夷州州魚，棲息深度10-20公尺，本魚體呈長橢圓形，尾柄短，口端位，牙齒和上唇藍色，身體上方橘褐色;頭部與腹部白色，自眼睛下緣起有塊黑色寬斜帶經胸鰭基部達臀鰭處，其寬度將近臀鰭基底長度，尾柄上有塊近三角形具黃緣的黑塊。兩黑塊間有個Y字形的黃線區隔，沿胸鰭基部有條紅線，背鰭軟棘、臀鰭與胸鰭灰白色;尾鰭暗色，背鰭硬棘3枚，背鰭軟條22-25枚，臀鰭軟條20-22枚，體長可達30公分，棲息在沿海淺水礁石區，具領域性，以藻類、甲殼類、軟體動物、海膽、海綿等為食，可作為食用魚及觀賞魚。